# Jean-Claude Seys
Pour les articles homonymes, voir Seys.
Jean-Claude Seys, né le 13 novembre 1938, est un chef d’entreprise français qui a principalement exercé son métier dans le domaine de la banque et de l’assurance. Il a présidé l'Institut Diderot de 2009 à 2023, un think-tank créé sous forme de fonds de dotation, qui a pour vocation de favoriser la réflexion entre les disciplines et les sphères de notre société pour mieux appréhender l’avenir.

## Biographie
Diplômé de HEC (1961) et de l'Insead (1967), Jean-Claude Seys a successivement occupé les fonctions de directeur général adjoint du Crédit agricole (1969-1987), puis de président du directoire de la banque Bruxelles Lambert, puis de président-directeur général du groupe mutuel MAAF Assurances (1990-2005), de président du groupe Ofivalmo (1998), et de président, à partir de 1998, des MMA.
Il fonde en 2003 la société de groupe d’assurance mutuelle Covéa, qui réunit dans un premier temps la MAAF et les MMA, rejoints par le groupe Azur-GMF en novembre 2005,. 
En octobre 2006, il est élu président de l'Agence régionale de développement d'Ile-de-France (ARD).
En 2009, il cofonde avec le philosophe Dominique Lecourt, l’Institut Diderot et devient le premier président de ce think tank ayant pour vocation de délivrer aux leaders d’opinion une information prospective sur les principales évolutions sociétales. 
En 2013, il est à l'initiative de l’Association pour le développement de l’assurance française (Adaf), réunissant les quatorze plus grandes mutuelles et compagnie d’assurance françaises.

## Ouvrages publiés
- [préface] Richard Mekouar, Risques et assurances de la PME, Paris, Dunod, 2006.
- Abécédaire impertinent du management, illustrations de Nicolas Vial), Paris, Le Cherche midi, 2008.
- Les Maximes du management, Paris, PUF, 2009.
- Gagnants et perdants, ou les challenges de la réussite, Paris, PUF, 2011.
- L'Avenir de l'économie sociale, Paris, Institut Diderot, 2014.

## Distinctions
- Officier de la Légion d’honneur (2006)[9].
- Ordre national du Mérite[réf. nécessaire].